# 徐相徳
徐 相徳（ソ・サンドク、朝鮮語: 서상덕/徐相德、1907年または1909年 - 1967年5月20日）は、大韓民国の政治家。第2代韓国国会議員。キリスト教徒。

## 経歴
現在の全羅南道羅州市出身。神戸中学校3年時中退。韓青南平面長、大韓青年団羅州郡団長など政治団体で要職を務めた。1950年の第2代総選挙に羅州乙選挙区から大韓青年団所属で出馬し当選し、国会議員在職中は交通逓信委員会の幹事を務めた。後は民主国民党に移籍したが、政治波動の後に離党した。
1967年5月20日午前3時に麻浦区の自宅にて死去。